# Kanzel im Dom von Siena

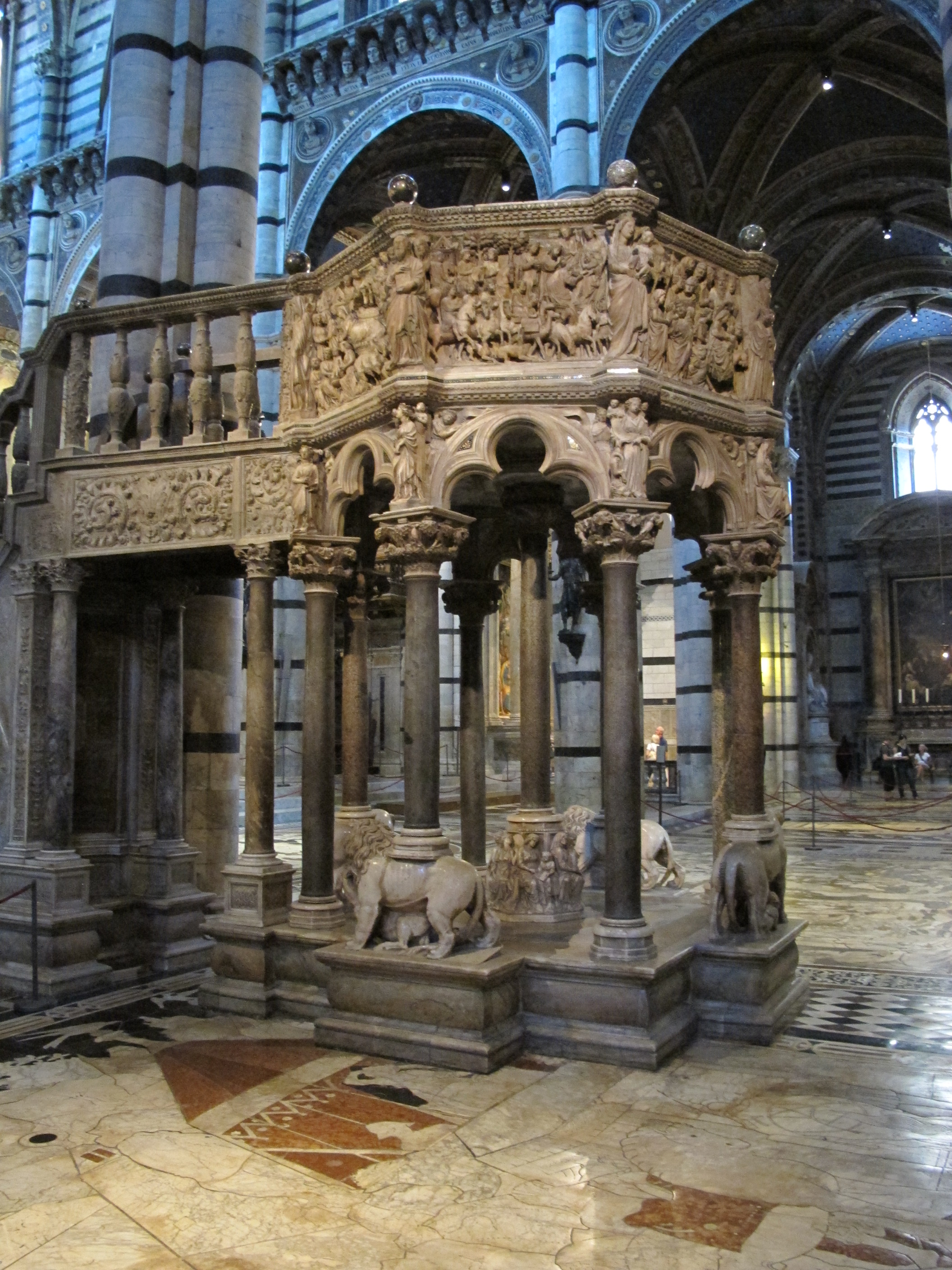
Die Kanzel im Dom von Siena

Die marmorne Kanzel im Dom von Siena, eines der bedeutendsten Werke der Bildhauerkunst des Mittelalters und Markstein am Beginn der Gotik in Italien, schuf Niccolò Pisano mit Hilfe seines Sohnes Giovanni und des Arnolfo di Cambio in den Jahren 1266–1268.

## Geschichte
Seit dem Anfang des 13. Jahrhunderts arbeiteten die Sieneser an einem Um- und Erweiterungsbau ihrer Kathedrale. Um 1260 war das Querhaus errichtet und das Langhaus in gotischen Formen neu eingewölbt worden. In diesem Jahr hatte Niccolò als erstes für ihn nachweisbares Werk die Kanzel des Baptisteriums  in Pisa fertiggestellt. 1265 holte die Dombauhütte ihn nach Siena und schloss mit ihm einen Vertrag über die Anfertigung einer Kanzel, der Umfang (sieben Reliefs statt fünf wie in Pisa), das Material (Sieneser Marmor), und die Bezahlung für ihn und seine Schüler festlegte.
1543 wurde die Kanzel aus dem baulichen Zusammenhang mit den damaligen Chorschranken, die abgerissen wurden, gelöst. Für die freie Aufstellung war ein neuer, jetzt in Renaissanceformen gestalteter Treppenaufgang erforderlich.

## Aufbau
Auf einem profilierten Sockel (der zu den Veränderungen von 1543 gehört) erhebt sich, getragen von einer Mittelsäule und acht an den Ecken, die von einer Brüstung aus großen Relieffeldern umgebene Plattform. Jede zweite Säule ruht auf Löwensockeln, gotische Dreipassbögen leiten zum Kanzelkorb über.
Die Skulpturen und Reliefs sind aus weißem Marmor, die Säulen aus Granit, Porphyr und grünem Marmor.

## Bildprogramm
Um den Fuß der Mittelstütze gruppieren  sich Personifikationen der Sieben freien Künste und der Philosophie.
Sieben Felder mit Szenen aus dem Leben Jesu umziehen die Brüstung:
- Heimsuchung und Christi Geburt
- Heilige Drei Könige
- Darbringung im Tempel und Flucht nach Ägypten
- Kindermord in Bethlehem
- Kreuzigung Christi
- Die Erlösten des Jüngsten Gerichtes
- Die Verdammten des Jüngsten Gerichtes

Die Kanten zwischen diesen Feldern sind mit stehenden Figuren der Evangelisten und Propheten besetzt. Zwischen den beiden Weltgerichtstafeln Christus als Richter. Die Muttergottes gilt als älteste vollplastische Marienstatue der italienischen Kunst.

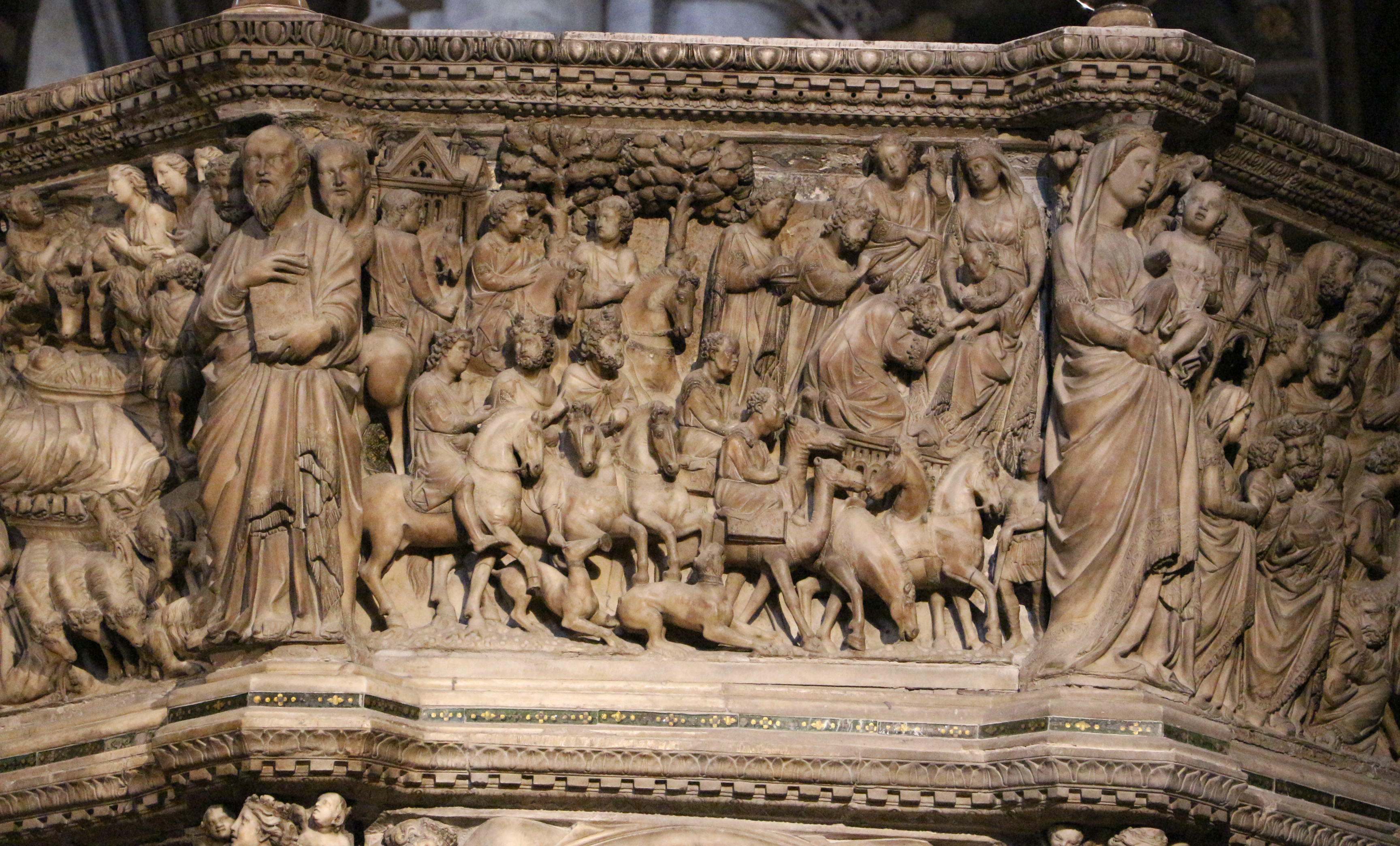
Anbetung der Hl. Drei Könige
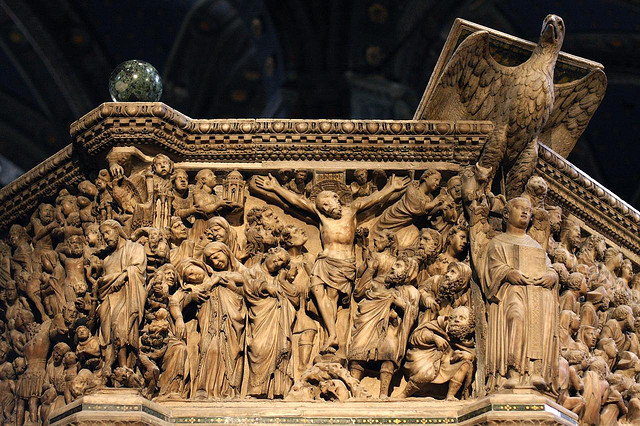
Kreuzigung
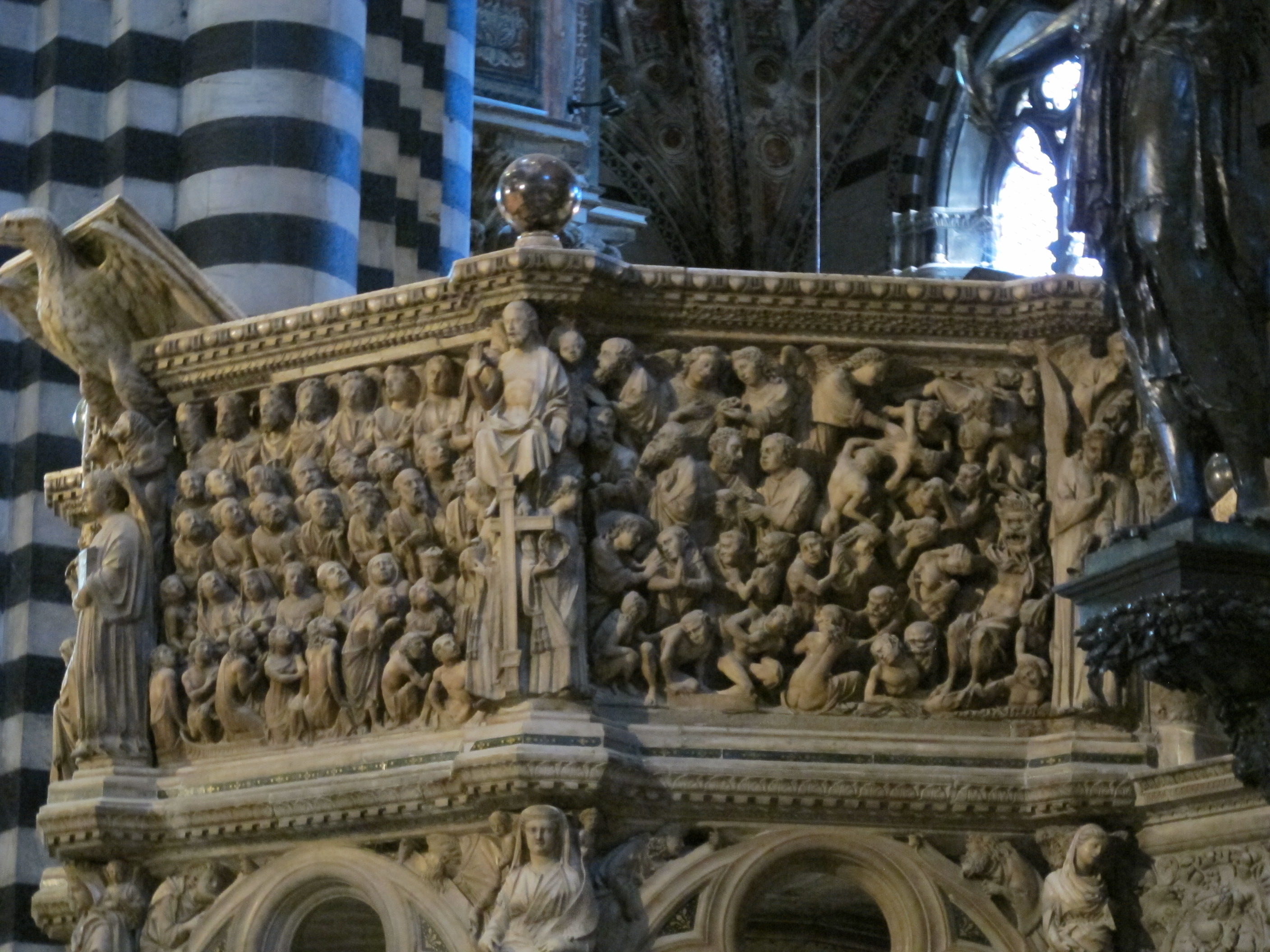
Jüngstes Gericht: Christus als Richter zwischen den Erlösten zu seiner Rechten und den Verdammten zu seiner Linken

## Stil
Niccolos Stil, wie er an der sieneser Kanzel erscheint, ist geprägt sowohl von der Reliefkunst auf antiken Sarkophagen, als auch von der gliederhaften Struktur, die in der französischen Gotik ihren Ursprung hat. Gegenüber der Pisaner Kanzel sind die Reliefs in Siena anekdotischer angereichert, die Körper beweglicher und der Faltenstil nähert sich noch mehr gotischer Schönlinigkeit an, während das antike Stilvorbild zurücktritt.